# 1927
- Wikisource

| Calendário gregoriano                                                        | 1927 MCMXXVII                       |
| Ab urbe condita                                                              | 2680                                |
| Calendário arménio                                                           | 1376 – 1377                         |
| Calendário bahá'í                                                            | 83 – 84                             |
| Calendário budista                                                           | 2471                                |
| Calendário chinês                                                            | 4623 – 4624 Início a 2 de fevereiro |
| Calendário copta                                                             | 1643 – 1644                         |
| Calendário etíope                                                            | 1919 – 1920                         |
| Calendários hindus - Vikram Samvat - Calendário nacional indiano - Cáli Iuga | 1982 – 1983 1848 – 1849 5027 – 5028 |
| Calendário Holoceno                                                          | 11927                               |
| Calendário islâmico                                                          | 1346 – 1347                         |
| Calendário judaico                                                           | 5687 – 5688 Início a 27 de setembro |
| Calendário persa                                                             | 1305 – 1306 Início a 22 de março    |
| Calendário rúnico                                                            | 2177                                |
| Calendário solar tailandês                                                   | 2470                                |

1927 (MCMXXVII, na numeração romana)  foi um ano comum do século XX do calendário  gregoriano, da Era de Cristo, e a sua letra dominical foi B (52 semanas), teve início a um sábado e terminou também a um sábado.
| Ano completo                   |
| ------------------------------ |
| Ano comum com início ao sábado |

## Eventos
- 1 de janeiro — Entra em vigor a nova legislação mexicana do petróleo, levando à eclosão formal da Guerra Cristera.
- 14 de janeiro — Paul Doumer eleito presidente da França.
- 21 de abril: Foi inaugurado o estádio Vasco da Gama, mais conhecido como São Januário, sendo até hoje o maior estádio particular do estado do Rio de Janeiro
- 7 de maio — Fundação da Varig
- 20 de maio — A Arábia Saudita torna-se independente do Reino Unido pelo Tratado de Gidá
- 13 de junho — O bando de Lampião invade a cidade de Mossoró, no Rio Grande do Norte, e é derrotado
- 30 de setembro — Inauguração da Fordlândia, no estado do Pará, polo fornecedor de látex para os empreendimentos de Henry Ford.
- A Coluna Prestes termina, com Luís Carlos Prestes se exilando na Bolívia.[1]

## Nascimentos
- 25 de janeiro — Tom Jobim, cantor brasileiro (m. 1994)
- 6 de março — Gabriel García Márquez, escritor colombiano (m. 2014).
- 12 de março – Raúl Alfonsín, advogado, político e presidente da Argentina de 1983 a 1989 (m. 2009).
- 16 de abril — Papa Bento XVI, papa emérito (m. 2022).
- 20 de abril — Phil Hill, automobilista dos estados unidos (m. 2008)
- 16 de junho — Ariano Suassuna, poeta, escritor, professor e advogado brasileiro (m. 2014).
- 30 de junho — Sleim Ammar, psiquiatra e poeta tunesino  (m. 1999).
- 13 de setembro — Laura Cardoso, atriz brasileira.
- 24 de setembro — Arthur Malet, ator inglês (m. 2013).
- 29 de setembro
  - Adhemar Ferreira da Silva, atleta bicampeão brasileiro (m. 2001).
  - Cid Moreira, jornalista e locutor brasileiro (m. 2024).
- 25 de outubro — Jorge Batlle, presidente do Uruguai de 2000 a 2005 (m. 2016).
- 23 de novembro — Angelo Sodano, cardeal italiano e Secretário de Estado Emérito e Decano emérito do Colégio dos Cardeais (m. 2022).
- 29 de novembro — Rupert Crosse, ator americano (m. 1973).
- 5 de dezembro — Bhumibol Adulyadej, rei da Tailândia. (m. 2016).
- 20 de dezembro — Kim Young-sam, presidente da Coreia do Sul de 1993 a 1998 (m. 2016).

## Mortes
- 3 de abril — Marco Fidel Suárez, presidente da Colômbia de 1918 a 1921 (n. 1855)
- 1 de julho — Pedro Nel Ospina, Presidente da República da Colômbia de 1922 a 1926 (n. 1858)

## Prémio Nobel
- Física — Arthur Holly Compton,[2] Charles Thomson Rees Wilson.[2]
- Química — Heinrich Otto Wieland.[3]
- Medicina — Julius Wagner von Jauregg.[4]
- Literatura — Henri Bergson.[5]
- Paz — Ferdinand Buisson,[6] Ludwig Quidde.[6]

## Chefes de Estado
- Brasil: Washington Luís, Presidente do Brasil (1926-1930).
- Canadá:
  - Monarca: Jorge V, Rei do Canadá (1910-1936).
  - Primeiro-Ministro: William Lyon Mackenzie King (1926-1930).
- Cuba: Gerardo Machado, Presidente de Cuba (1925-1933).
- Estados Unidos: Calvin Coolidge, Presidente dos Estados Unidos (1923-1929).
- Paraguai: Eligio Ayala, Presidente do Paraguai (1924-1928).
- Portugal: António Óscar Carmona, Presidente de Portugal (1926-1951).

## Por tema
- 1927 na arte
- 1927 no Brasil
- 1927 na ciência
- 1927 no cinema
- Desastres em 1927
- 1927 no desporto
- Divisões administrativas em 1927
- 1927 no jornalismo
- 1927 na literatura
- 1927 na música
- 1927 na política
- 1927 no teatro
- 1927 na televisão